# Bernhardiner (Franziskaner)
Bernhardiner (poln. Bernardyni) ist die in Polen und den vor 1772 polnischen Gebieten Litauens, von Belarus und der Ukraine gebräuchliche Bezeichnung der „braunen“ Franziskanerobservanten (OFM). 
Der Name bezieht sich auf den führenden Kopf der Observanzbewegung, den heiligen Bernhardin von Siena, und ging von dem 1453 gegründeten ältesten polnischen Observantenkloster St. Bernhardin in der Königsstadt Krakau aus.